# Nick Wasnie
Nick Wasnie (eigentlich Nickolas Waesne; * 28. Januar 1903 in Selkirk, Manitoba; † 26. Mai 1991 in Brainerd, Minnesota, USA) war ein kanadischer Eishockeyspieler, der während seiner aktiven von 1920 bis 1940 unter anderem für die Chicago Black Hawks, die Canadiens de Montréal, die New York Americans, die Ottawa Senators und die St. Louis Eagles in der National Hockey League im Einsatz stand. Er gilt zudem als einer der Begründer des Schlagschusses.

## Karriere
Wasnie wurde 1903 in Selkirk, als Kind ukrainisch-stämmiger Eltern geboren. Das Eishockeyspielen erlernte er beim lokalen Verein, den Selkirk Fishermen. Ab 1920 spielte er dort regelmäßig in der ersten Mannschaft in der Manitoba Junior Hockey League. 1925 wechselte er zu den Coleman Tigers in die Alberta Senior Hockey League.
Nach nur einer Saison zog es ihn weiter zu den Winnipeg Maroons, wo er seinen ersten Profivertrag erhielt. Bei den Maroons verbrachte er zwei Saisons, wovon die Mannschaft eine Saison in der Central Hockey League und eine in der American Hockey Association spielte. Im Anschluss unterschrieb Wasnie einen Vertrag bei den Chicago Black Hawks in der National Hockey League, diese verließ er nach nur 14 Spielen wieder und verbrachte den Rest der Saison bei den Castors de Québec in der Canadian-American Hockey League. Doch auch dort hielt es Wasnie nicht lange aus: Nach Saisonende wurde er zum Ligakonkurrenten, den Newark Bulldogs, transferiert.
Seine Odyssee trieb den rechten Flügel zurück in die NHL, wo er bei den Canadiens de Montréal einen Vertrag unterzeichnete. Bei den Canadiens kam Wasnie etwas zur Ruhe und feierte gleichzeitig die erfolgreichste Zeit seiner Karriere, er gewann 1930 und 1931 den Stanley Cup. Er spielte in einer Linie mit den legendären Howie Morenz und Aurèle Joliat. Nach drei Saisons, 156 Spielen und 55 erzielten Punkten verließ er die Canadiens wieder, um sich den New York Americans anzuschließen. Es folgte eine weitere Saison bei einem anderen Ligakonkurrenten, den Ottawa Senators, sowie ein kurzes Intermezzo bei den St. Louis Eagles, ehe er sich den Minneapolis Millers aus der Central Hockey League anschloss. Bei Minneapolis beendete er die Saison und zog danach zu den Rochester Cardinals in die International Hockey League weiter. Dort verblieb er jedoch nur sieben Spiele, bevor er zum Ligakonkurrenten, den Pittsburgh Shamrocks, wechselte.
Die letzten vier Spielzeiten seiner Karriere verbrachte er bei den Kansas City Greyhounds in der AHA, ehe Wasnie seine Karriere beendete. Er kam während seiner Karriere auf 268 Partien in der NHL, in denen er 63 Tore erzielte und 37 Vorlagen gab.
In Erinnerung blieb Wasnie auch wegen seiner Vorreiterrolle in Bezug auf den Schlagschuss, den er als einer der ersten praktizierte. John Mariucci, früherer NHL-Verteidiger und -Manager, meinte: „Wasnie hat den härtesten Schuss, den die Profis je gesehen haben.“ Darauf angesprochen meinte Wasnie: „Zu dieser Zeit wurde der Schlagschuss nicht praktiziert. Ich war der einzige mit einem gebogenen Stock, so konnte ich dem Puck einen gewissen Drall geben.“ In der Sportpresse der damaligen Zeit wurde Wasnies Schusstechnik immer wieder Aufmerksamkeit geschenkt.

## Erfolge und Auszeichnungen
- 1930 Stanley-Cup-Gewinn mit den Canadiens de Montréal
- 1931 Stanley-Cup-Gewinn mit den Canadiens de Montréal
- 1935 CHL First-All-Star-Team
- 1937 AHA First-All-Star-Team

## Karrierestatistik
(Legende zur Spielerstatistik: Sp oder GP = absolvierte Spiele; T oder G = erzielte Tore; V oder A = erzielte Assists; Pkt oder Pts = erzielte Scorerpunkte; SM oder PIM = erhaltene Strafminuten; +/− = Plus/Minus-Bilanz; PP = erzielte Überzahltore; SH = erzielte Unterzahltore; GW = erzielte Siegtore; 1 Play-downs/Relegation; Kursiv: Statistik nicht vollständig)